# گامپرن
گامپرن (به آلمانی: Gampern) یک منطقهٔ مسکونی در اتریش است که در ناحیه وکلابروک واقع شده‌است. گامپرن ۲۶ کیلومتر مربع مساحت دارد ۵۰۹ متر بالاتر از سطح دریا واقع شده‌است.